# Józef Karp (zm. 1637)
Józef Karp  herbu własnego (ur. ok. 1567, zm. w 1637 roku) – marszałek wołkowyski w 1629 roku.

## Życiorys
Syn Iwana i Katarzyny Fiodorówny Wahanowskiej. Miał 2 starszych braci: Mikołaja i Dymitra oraz co najmniej 3 siostry: Elżbietę, Katarzynę i Rainę Marynę. Rodzina Karpiów przeszła na katolicyzm jeszcze za życia ojca Józefa, Iwana. Józef był fundatorem kościoła św. Stanisława i św. Mikołaja w Brzezowej po tym jak w 1616 roku uzyskał zgodę biskupa wileńskiego na erygowanie parafii w tej miejscowości. Przed 2 maja 1617 zbudował i wyposażył kościół św. Stanisława i św. Mikołaja, który przetrwał do 1715 roku.
Był właścicielem wsi Kwasówka i Brzozowa. Aktem dziedziczenia z 1591 roku otrzymał wraz z bratem Dymitrem dobra Jabłeczno.
Z pierwszą żoną Elżbietą Kurzeniecką miał synów: Stanisława, Stefana Józefa (późniejszego marszałka wołkowyskiego) i Jana ((1604–1644) podstolego podlaskiego) oraz córkę Krystynę, która wyszła za mąż za Mikołaja Makowieckiego h. Pomian. Po raz drugi ożenił się ok. 1619 roku z Katarzyną Górnicką, wdową po Piotrze Grajewskim. Nie mieli dzieci.
Poseł na sejm nadzwyczajny 1629 roku.